# パトリス・シェロー
パトリス・シェロー（Patrice Chéreau, 1944年11月2日 - 2013年10月7日）は、フランス・メーヌ＝エ＝ロワール県出身の演出家・映画監督・脚本家・俳優。

## 略歴
ティーンエイジャーの頃から演劇に興味を持ち、19歳の時には演出家として活躍していた。22歳の時、パリ郊外のサルトルーヴィル市立劇場の監督に抜擢される。その後国立民衆劇場やナンテール・アマンディエ劇場の監督も務め、数々のオペラや演劇を演出して話題となる。特に1976年にバイロイト音楽祭にて上演されたワーグナーの『ニーベルングの指環』や、1979年にガルニエ宮にて上演されたベルクの『ルル』は高い評価を得た。
1975年に初めての映画監督作『蘭の肉体』を発表。2001年に『インティマシー/親密』でベルリン国際映画祭の金熊賞、2003年には『ソン・フレール/兄との約束』で同祭の銀熊賞をそれぞれ受賞している。
俳優としても、フランス・ポーランド合作映画『ダントン』（1983年、アンジェイ・ワイダ監督）や、ハリウッド映画『ラスト・オブ・モヒカン』（1992年、マイケル・マン監督）などに出演した。
2013年10月7日、肺がんのため死去。満68歳没。墓所はパリ東部のペール・ラシェーズ墓地、division 16のchemin de La Bedoyère沿いにある。

## 主な監督作品
- 蘭の肉体 La Chair de l'orchidée (1975)
- 傷ついた男 L'Homme blessé (1983)
- Hôtel de France (1987)
- 忘却に抗って - 命のための30通の手紙 Contre l'oubli (1991)
- 王妃マルゴ La Reine Margot (1994)
- 愛する者よ、列車に乗れ Ceux qui m'aiment prendront le train (1998)
- インティマシー/親密 Intimacy (2001)
- ソン・フレール -兄との約束- Son frère (2003)
- ガブリエル Gabrielle (2005)
- Persécution (2009)

## 主な出演作品
- ダントン Danton (1983)
- アデュー・ボナパルト Adieu Bonaparte (1985)
- ラスト・オブ・モヒカン The Last of the Mohicans (1992)
- Lucie Aubrac (1997)
- 見出された時 -「失われた時を求めて」より- Le Temps retrouvé (1999)
- 逢いたくて Au plus près du paradis (2002)
- タイム・オブ・ザ・ウルフ Le Temps du loup (2003)